# Parafia Niepokalanego Poczęcia Najświętszej Maryi Panny w Southington
Parafia Niepokalanego Poczęcia Najświętszej Maryi Panny w Southington (ang. Immaculate Conception Parish) – parafia rzymskokatolicka położona w Southington, Connecticut, Stany Zjednoczone.
Jest ona jedną z wielu etnicznych, polonijnych parafii rzymskokatolickich w Nowej Anglii z mszą św. w języku polskim dla polskich imigrantów.
Parafia jest pod wezwaniem Niepokalanego Poczęcia Najświętszej Maryi Panny.
Ustanowiona 19 września 1915 roku.

## Historia
W 1904 roku, polscy imigranci zorganizowali się w Towarzystwo Aniołów Stróżów, aby założyć polską parafię. W 1906 roku komitet Towarzystwa zwrócił się do biskupa Michael Tierney o polskiego księdza. W tym czasie żaden nie był dostępny.
W 1910 roku biskup Jan Józef Nilan wysłał księdza Johna Sullivana, aby służył polskim imigrantom w ramach St. Thomas Parish, a nowa polska parafia została oficjalnie zatwierdzona przez niego we wrześniu 1915 roku. Zapewniono miejsce na przyszły kościół i plebanię.
W dniu 19 września 1915 roku ksiądz Woroniecki odprawił pierwszą mszę św. w sali należącej do Polskiego Towarzystwa Gimnastycznego "Sokół" (ang. Polish Falcons).

9 lipca 1916 roku, biskup John Joseph Nilan poświęcił piwnicę kościoła Niepokalanego Poczęcia Najświętszej Maryi Panny.
Kościół został całkowicie ukończony i poświęcony 28 października 1923 roku.